# ريتشارد بيركت
ريتشارد بيركت (بالإنجليزية: Richard Birkett) هو لاعب اتحاد الرغبي بريطاني، ولد في 1 أكتوبر 1979 في Roehampton ‏ في المملكة المتحدة.

## وصلات خارجية
- ريتشارد بيركت عل موقع إسبنسكروم (الإنجليزية)
- ريتشارد بيركت على موقع ItsRugby.co.uk (الإنجليزية)